# Kenduadīh
Kenduadīh är en ort i Indien.   Den ligger i distriktet Dhanbad och delstaten Jharkhand, i den östra delen av landet, 1 100 km sydost om huvudstaden New Delhi. Kenduadīh ligger 210 meter över havet och antalet invånare är 9 032.
Terrängen runt Kenduadīh är platt. Runt Kenduadīh är det mycket tätbefolkat, med 4 503 invånare per kvadratkilometer. Närmaste större samhälle är Dhanbad, 7,4 km öster om Kenduadīh. Runt Kenduadīh är det i huvudsak tätbebyggt.